# Railway Coastal Museum
La Railway Coastal Museum est un musée ferroviaire à Saint-Jean de Terre-Neuve. L’ancienne gare ferroviaire est érigée par le chemin de fer Newfoundland Railway, construite de 1901 à 1903. Elle ouvre au service ferroviaire en 1903.

## Histoire

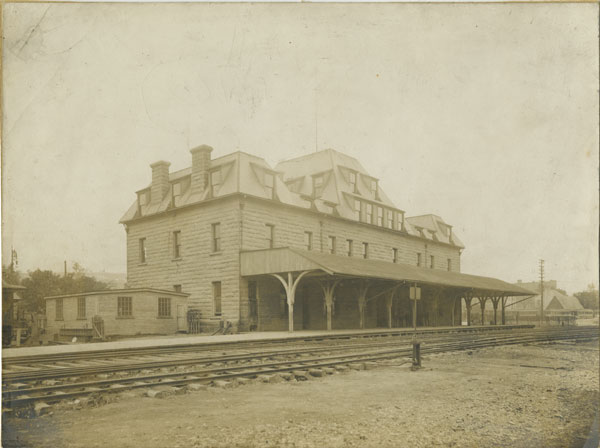
La gare vers 1903

La gare ouvre au public le 1er juin 1903. Entre décembre 1968 et la fin mars 1996 elle servira de gare d'autobus après la fin du service passager ferroviaire. Depuis sa fermeture totale, la gare sert de musée ferroviaire, le Railway Coastal Museum qui ouvre ses portes en juin 2003.

## Patrimoine ferroviaire
La gare est désignée gare ferroviaire patrimoniale du Canada depuis 1990, Lieu historique national du Canada depuis 1988, et protégée sous le registre du patrimoine municipal de la ville depuis 1989. La gare est construite avec un mélange des styles Second Empire et Château avec l'horloge de chemin de fer bien en vue sur le pavillon central.